# Interleukina 32
Interleukina 32, IL-32 – cytokina, której wytwarzanie jest stymulowane przez interleukinę 18. Jest wytwarzana przez komórki nabłonkowe, limfocyty T i komórki NK. 
IL 32 działa na makrofagi, indukując w ten sposób powstawanie dużych ilości prozapalnych cytokin i chemokin, m.in.: TNF, interleukiny 1, interleukiny 6. 
W celu generacji fragmentu o silniejszych właściwościach, proteinaza 3, która powstaje w ziarnach neutrofilów, może ją przycinać. 